# Андреевский сельский округ (Мамлютский район)
Андреевский сельский округ (каз. Андреев ауылдық округі) — административная единица в составе Мамлютского района Северо-Казахстанской области Казахстана. Административный центр — село Андреевка. Аким сельского округа — Жукушев Берик Исимович.
Население — 1121 человек (2009, 1757 в 1999, 1761 в 1989).
В сельском округе имеется 2 школы с мини-центрами для детей дошкольного возраста, дом культуры, клуб, 2 библиотеки, 3 медицинских пункта.

## Состав
В советские времена сельский округ находился в составе Бишкульского района.
В состав округа входят такие населенные пункты:
| Населенный пункт   | Население, человек (1989) | Население, человек (1999) | Население, человек (2009) |
| ------------------ | ------------------------- | ------------------------- | ------------------------- |
| Андреевка, село    | 863                       | 838                       | 611                       |
| Бостандык, село    | 538                       | 583                       | 372                       |
| Владимировка, село | 360                       | 336                       | 138                       |